# أنزولا ديل إميليا
أنزولا ديل إميليا (بالإيطالية: Anzola dell'Emilia) هي بلدية في مقاطعة بولونيا في إقليم إميليا رومانيا الإيطالي.

## السكان
تطور النمو السكاني لـ أنزولا ديل إميليا

## توأمة
لأنزولا ديل إميليا اتفاقيات توأمة مع:
- بوليستينا

## أعلام
- جيوردانو توريني